# Giuseppe Firrao (politico)
Giuseppe Firrao (Napoli, 24 dicembre 1895 – Napoli, 10 dicembre 1950) è stato un politico italiano.

## Biografia
Laureato in ingegneria, fu docente universitario.
Nel secondo dopoguerra venne eletto all'Assemblea Costituente nelle file della Democrazia Cristiana e poi nel 1948 divenne deputato della I legislatura. Morì il 10 dicembre 1950, due settimane prima di compiere 55 anni, da parlamentare in carica: a Montecitorio venne sostituito da Amedeo Sica.